# 프랑스의 잔
프랑스의 잔(Jeanne de France, 1464년 4월 23일 ~ 1505년 2월 4일)는 프랑스의 군주 루이 12세의 첫 번째 왕비이다. 발루아의 잔(Jeanne de Valois)라고도 불린다. 루이 11세의 두 번째 딸로 태어난 그녀는 프랑스의 안의 동생이자 샤를 8세의 누나이기도 하다. 어려서부터 병약하고 신앙심이 깊었던 그녀는 1476년 9월 8일 오를레앙 공작 루이 드 발루아와 정략결혼을 했다.
1498년 샤를 8세가 요절하였고, 살리카 법에 따라 왕위는 루이가 물려받게 되었다. 국왕으로 즉위한 루이 12세는 샤를 8세의 미망인 안 드 브르타뉴와 결혼하고 싶어했고, 두 사람 사이에 아이가 생기지 않는 것을 이유로 들어 교황 알렉산데르 6세에게 이혼 허가를 받았다. 잔은 이혼의 대가로 베리 공작령과 베리 여공으로서의 칭호를 받았다. 그 뒤 부르주에서 프란체스코의 여자수도회를 창립하고 그곳에서 죽었다.